# Cedric Badolo
Cedric Badolo (Ouagadougou, 4 novembre 1998) è un calciatore burkinabé, centrocampista dello Spartak Trnava e della nazionale burkinabé.

## Carriera

### Club
Ha iniziato la sua carriera nel suo paese d'origine, con la maglia del USFAN nel 2015. Dopo una breve parentesi in Marocco con la maglia del Kawkab Marrakech, torna nuovamente in patria firmando per il Salitas, con cui ha anche esordito nelle competizioni africane per club, disputando dieci partite nella CAF Confederation Cup.
Nel 2019 sbarca in Europa, firmando per il Pohronie, formazione della Superliga slovacca, con cui subito ottiene una maglia da titolare.
Nel febbraio del 2022, si trasferisce in prestito alla formazione moldava dello Sheriff Tiraspol. Successivamente viene riscattato a titolo definitivo.
Nel gennaio del 2025 si trasferisce nella prima divisione slovacca allo Spartak Trnava, dove conclude la sua prima stagione vincendo una coppa nazionale.

### Nazionale
Dopo aver giocato anche con la nazionale Under-23, nel 2022 ha esordito in nazionale maggiore, e nel 2023 è stato convocato per la Coppa d'Africa.

## Palmarès

### Club

#### Competizioni nazionali
- Campionato moldavo: 2

Sheriff Tiraspol: 2021-2022, 2022-2023
- Coppa di Moldavia: 2

Sheriff Tiraspol: 2021-2022, 2022-2023
- Coppa di Slovacchia: 1

Spartak Trnava: 2024-2025

### Individuale
- Capocannoniere della Coppa di Moldavia: 1

2021-2022 (4 reti)